# Organic Trade Association
A Organic Trade Association (OTA) em português Associação Comércio Orgânico é uma 
associação comercial da comunidade de alimentos orgânicos nos Estados Unidos da América.
A missão de OTA é promover consumo responsável, promovendo e protegendo o crescimento do comércio orgânico para beneficiar ambiente, fazendeiros, o público e a economia. OTA é  membro da International Federation of Organic Agricultural Movements (IFOAM).
No Brasil a Associação de Agricultura Orgânica (AAO) tem o mesmo objetivo.
Associações afins no Brasil são:
- Ecocert Brasil
- GaMa S.A.
- IBD - Instituto Biodinâmico
- Lia Ulmasud Ltda.
- MOA - Fundaçâo Mokiti Okada M.O.A.

## Ligações Externas
- site da Organic Trade Association
- USDA Programa dos E.U.A. para comida Orgânica
- Banco de dados sobre alimentação orgânica - fazendas e restaurante de comida orgânica nos E.U.A..
- AAO - Associação de Agricultura Orgânica (Brasil)